# سوناگاوا، هوکایدو
سوناگاوا در استان هوکایدو در کشور ژاپن  واقع شده‌است  که دارای جمعیت ۱۹٬۶۴۱ نفر و مساحت ۷۸٫۶۹ کیلومتر مربع با تراکم جمعیت ۲۵۰  نفر در کیلومترمربع است و در تاریخ ۱ ژوئیه ۱۹۵۸ به عنوان شهر شناخته شد.